# Podcasting
Podcasting eller podcast er en metode til udgivelse af lyd- eller videofiler på internet, podcasts. Oprindelig en sammentrækning af ordene iPod og broadcasting, men senere har udtrykket "pod" ændret betydning til "Personal On Demand", sådan at "podcasting" betyder "Personal On Demand Casting" eller "personlige udsendelser til afhentning" . Mediet vandt popularitet i slutningen af 2004. Brugerne har mulighed for at tegne abonnement på en RSS-strøm, og kan dermed automatisk modtage lyd- eller videofilerne. Podcasts kan derefter overføres til en bærbar afspiller.

## Teknisk
Også i Danmark breder interessen sig for at podcaste, og individuelle podcastere, virksomheder, institutioner og organisationer vælger at podcaste i lyd såvel som i video. Podcasting adskiller sig fra andre udgivelsesmetoder, da lyd- og videofilerne almindeligvis stilles til rådighed via et RSS-feed. Dette kaldes også syndikering. Med denne metode kan man på enkel vis offentliggøre sine egne udsendelser. Podcasting er ofte en kombination af blogging og almindelige radioudsendelser, og beskrives som et ikke-kommercielt og demokratisk medium.

## Lytte til podcasts
Ved hjælp af særlige programmer (såkaldte podcastklienter), også kaldet podcatchere der fungerer som nyhedsaggregatorer, kontrolleres lytterens abonnementer efter forskellige regler og nyligt udgivne filer hentes automatisk. Man kan enten lytte til lydfilerne på sin computer eller overføre lydfilerne – manuelt eller automatisk – til en transportabel musikafspiller. På trods af navnet, kræver det ikke en musikafspiller af et bestemt fabrikat at kunne afspille podcasts. Det hyppigst anvendte format til podcasting er MP3, som de fleste musikafspilningsprogrammer understøtter. 
Siden den 28. juni 2005 har Danmarks Radio i et pilotforsøg tilbudt podcastudgaver af nogle af deres udsendelser.